# Arescon zenit
Arescon zenit är en stekelart som beskrevs av Triapitsyn och Vladimir V. Berezovskiy 2003. Arescon zenit ingår i släktet Arescon och familjen dvärgsteklar. Inga underarter finns listade.